# Мезоамерика
Мезоамерика је назив на регију која се простире од данашњег централног Мексика до североисточне Костарике и у којој се у периоду од 3.000. година пре открића Америке развио низ међусобно повезаних култура и цивилизација.  Свим тим културама и цивилизацијама заједничка је била пољопривреда на бази узгоја кукуруза, ношење сандала, политеистичка веровања темељем којих су били богови сунца и кише, нумерички систем на основу броја 20, градња пирамида и ритуалне игре с лоптом. Од њих су најпознатије Маје и Астеци. Мезоамерика је била место две најдубље историјске трансформације у светској историји: примарне урбане генерације и формирања култура Новог света из дугих размена домородачких, европских, афричких и азијских култура.
У 16. веку, евроазијске болести попут велике и мале богиње, које су биле ендемске међу колонистима, али су биле нове за Северну Америку, проузроковале су смрт више од 90% аутохтоног становништва, што је резултирало великим губицима у њиховим друштвима и културама. Мезоамерика је једно од пет подручја на свету у којима је древна цивилизација настала независно (види: колевка цивилизације), а друго у Америкама. Норте Чико (Карал-Супе) у данашњем Перуу настао је као независна цивилизација у северном обалском региону.
Као културно подручје, Мезоамерика је дефинисана мозаиком културних особина које су развиле и деле њене аутохтоне културе. Почев од 7000. п. н. е., припитомљавање какаоа, кукуруза, пасуља, парадајза, авокада, ваниле, тикве и чилија, као и ћурака и паса, резултирало је преласком из палео-индијских племенских група ловаца и сакупљача у организацију седентарних пољопривредних села. У наредном формативном периоду пољопривреда и културне особине као што су сложена митолошка и религијска традиција, вигезимални нумерички систем, сложени календарски систем, традиција играња лопте и препознатљив архитектонски стил, шире се кроз то подручје. Такође у овом периоду, села су почела да се социјално раслојавају и развијају у поглаварства. Изграђени су велики церемонијални центри, међусобно повезани мрежом трговачких путева за размену луксузних добара, попут опсидијана, жада, какаа, цинабарита, шкољки Spondylus, хематита и керамике. Док је мезоамеричка цивилизација знала за точак и основну металургију, ниједна од ових технологија није постала културно важна.
Међу најранијим сложеним цивилизацијама била је олмечка култура, која је насељавала обалу Мексичког залива и простирала се у унутрашњости и на југ преко Техунтепечке превлаке. Чести контакти и културна размена између раних Олмека и других култура у Чијапасу, Оахаки и Гватемали поставили су основу за мезоамеричко културно подручје. Свему томе су помогле значајне регионалне комуникације у древној Мезоамерици, посебно дуж обале Тихог океана.